# Mechtild Rössler
Mechtild Rössler (11 giugno 1959) è una geografa tedesca.
È direttrice del Comitato del patrimonio mondiale dell'UNESCO dal 2015.

## Biografia
Mechtild Rössler ha studiato geografia culturale all'Università Albert Ludwig di Friburgo e ha conseguito il dottorato nel 1988 all'Università di Amburgo sul tema "Scienza e spazio vitale", ricerca geografica sull'Oriente sotto il nazionalsocialismo : un contributo alla storia della disciplina della geografia. Nel 1989, ha iniziato la sua carriera all'UNESCO, al centro di ricerca Cité des Sciences et de l'Industrie nel 19º arrondissement di Parigi.
Ha continuato con un soggiorno di ricerca presso la Facoltà di Geografia dell'Università della California a Berkeley. Dopo aver lavorato a vari programmi dell'UNESCO, è diventata infine Direttore del Comitato del Patrimonio Mondiale nel 2015, succedendo a Kishore Rao. È autrice di oltre 100 articoli specialistici e 13 libri.

## Principali pubblicazioni
- (DE) Mechtild Rössler, "Wissenschaft und Lebensraum“, geographische Ostforschung im Nationalsozialismus: ein Beitrag zur Disziplingeschichte der Geographie, 1988.
- (EN) Mechtild Rössler, Christina Cameron, Many voices, one vision: the early history of the World Heritage Convention, 2013, ISBN 9781138248083.